# Prirodni plin
Prirodni plin je smjesa nižih alifatskih ugljikovodika, pretežito metana, koja se u prirodnim podzemnim ležištima nalazi u plinovitom stanju (slobodni plin), otopljena u sirovoj nafti ili je s njom u dodiru (vezani ili naftni plin). Naziva se i zemni plin. Rabi se prvenstveno kao gorivo u kućanstvima i gospodarstvu, te u petrokemijskoj industriji za proizvodnju amonijaka, metanola, formaldehida, vodika, ugljikova monoksida i mnogih drugih kemijskih proizvoda. Prirodni plin je, kao i nafta, bio poznat prije više tisuća godina. Kinezi su ga koristili za osvjetljavanje hramova i za isparavanje vode pri dobivanju soli, a iz Cezarova doba postoje podatci o izbijanju prirodnoga plina u Galiji. Prva tržišna upotreba prirodnoga plina datira oko 1802., kada se koristio za osvjetljavanje ulice u Genovi. Postoji više teorija o njegovu postanku, od kojih je najšire prihvaćena ona o organskom podrijetlu.
Prirodni plin smjesa je metana (molni udjel veći od 90%) s manjim udjelima etana, propana i viših ugljikovodika, a može sadržavati i nešto ugljikova dioksida, sumporovodika (takav se plin naziva kiselim), dušika, a katkad i helija i žive. S obzirom na udjel težih ugljikovodika razlikuju se: suhi plin, s neznatnim udjelom, i vlažni plin ili mokri plin, s povećanim i znatnim udjelom težih ugljikovodika iz plinskih i plinsko-kondenzatnih ležišta. Kao fosilno gorivo, prirodni plin ima ograničene zalihe. Procjene su da bi zalihe prirodnog plina, uz današnju razinu iskorištavanja, mogle potrajati još nekih sto godina. Najveći problemi s plinom leže u tome što se udio metana u njemu mijenja od države do države, pa tako na primjer udio metana u prirodnom plinu u Rusiji se kreće oko 98% dok je u Nizozemskoj taj udio od 80% do 85%.
Najveći izvor zemnog plina u Republici Hrvatskoj se nalazi u Molvama gdje se proizvodi čak 70% plina za Republiku Hrvatsku. Tamo je i najmoderniji pogon za vađenje, prerađivanje i raspodjelu plina u ovom dijelu Europe.

## Dobivanje prirodnog plina

### Nalazišta
Prirodni plin, kao i nafta, nalazi se u prirodnim zamkama, izoliranima pokrovnim naslagama iz kojih plin ne može migrirati prema površini. To su ležišta prirodnoga plina, koja se nalaze uglavnom u sedimentnim stijenama (pješčenjacima, karbonatima i dolomitima), na dubinama od nekoliko stotina do nekoliko tisuća metara. S povećanjem dubine povećava se, u odnosu na naftu, i količina prirodnoga plina. Ležišta se razvrstavaju prema fizikalnim i termodinamičkim značajkama na nekoliko tipova: ležišta suhoga plina, iz kojih se dobiva samo plin; ležišta vlažnoga plina, iz kojih se uz plin dobiva i manja količina kondenzata (kondenziranih viših ugljikovodika), koji se stvara tek pri tlaku i temperaturi koji vladaju na površini; plinsko-kondenzatna ležišta, iz kojih se uz plin dobivaju i velike količine kondenzata.

### Dobivanje
U plinskim i plinsko-kondenzatnim podzemnim ležištima prirodni plin se nalazi pod tlakom, pa se izradbom bušotina i kontroliranim eruptiranjem dovodi na površinu (bušenje na veliku dubinu). Ležišta koja su izolirana od ostalih naslaga i fluida iskorištavaju se samo zahvaljujući energiji stlačenoga plina i stijena, koja se smanjuje s odvođenjem plina iz ležišta (volumetrijski režim iskorištavanja); tako se postiže vrlo velik iscrpak zaliha plina (70 do 90%). Međutim, u ležištima koja su okružena vodenim bazenima (akviferima ili vodonosnim slojevima) primjenjuje se takozvani vodonaporni režim: s početkom iskorištavanja počinje u njih prodirati voda iz akvifera, čime se energija stalno nadoknađuje. Zato se tlak u ležištima snizuje sporije, a voda djelomično zarobljava plin pod visokim tlakom, pa je njegov iscrpak manji (40 do 60%).

### Pročišćavanje i preradba
Nakon izlaska iz bušotine prirodnomu se plinu jednostavnom separacijom uklanja ležišna voda, zatim se u potpunosti odvaja ukupna kapljevita faza, po potrebi se plin čisti i od takozvanih kiselih plinova i drugih štetnih primjesa i konačno se od metana odvajaju viši ugljikovodici.

#### Kapljevita faza
Kapljevita faza može se sastojati od nafte, od vode nastale kondenzacijom vodene pare, od plinskoga kondenzata iz ležišta (smjesa ugljikovodika s približno 5 do 30 ugljikovih atoma) te od naknadno kondenziranih ugljikovodika (viši ugljikovodici koji se kondenziraju tek pri nižem tlaku i temperaturi koji vladaju na površini). Plinski kondenzat izdvaja se u gravitacijskom ili ciklonskom separatoru, katkad i uz hlađenje radi povećanja iscrpka, te se šalje na daljnju preradbu. Preostala vlaga uklanja se iz plina sušenjem u protustrujnim kolonama, i to apsorpcijom u glikolu ili adsorpcijom na silikagelu, molekularnim sitima ili aluminijevu oksidu.

#### Kiseli plinovi
Kiseli plinovi (ugljikov dioksid i sumporovodik) uklanjaju se različitim tehnološkim procesima. Kemijski procesi najčešće uključuju apsorpciju koja se temelji na kemijskoj reakciji kiselih plinova s etanolaminom u vodenim otopinama (aminski proces), dok se plin s većim udjelom ugljikova dioksida propušta kroz vodenu otopinu kalijeva karbonata (Benfieldov proces). To su povrative kemijske reakcije pri kojima nastaju aminske soli ili hidrokarbonati, pa se apsorpcija obavlja pri nižim temperaturama, a desorpcija i ujedno regeneracija (obnavljanje) apsorbensa pri višim temperaturama (~ 100 °C):
K2CO3 + CO2 + H2O → 2 KHCO3
K2CO3 + H2S → KHS + KHCO3
Poznati su i fizikalni procesi uklanjanja kiselih plinova kao što je apsorpcija u nekom organskom otapalu, na primjer u dimetil-eteru poli(etilen-glokola), ili adsorpcija na molekularnim sitima, aktivnom ugljenu, željeznom prahu, cinkovu oksidu. Izdvojeni kiseli plinovi odvode se u postrojenje u kojem se sumporovodik prevodi u elementarni sumpor Clausovim ili kelatnim procesom.
Nakon uklanjanja kapljevite faze, a po potrebi i kiselih plinova, prirodni plin razdvaja se na metan i na smjesu viših ugljikovodika. Izdvojeni metan može služiti kao petrokemijska sirovina ili se, i dalje pod imenom prirodni plin, šalje plinovodom u raspodjelu kao plinovito gorivo za grijanje ili kao industrijsko gorivo.

#### Viši ugljikovodici
Viši ugljikovodici u očišćenom plinu, smjesa alkana s 2 do 8 ugljikovih atoma (često nazvana i gazolin), nakon odvajanja metana, razdvaja se u pojedine sastojke niskotemperaturnom destilacijom (takozvana degazolinaža), i to apsorpcijskim ili ekspanzijskim postupkom.
Apsorpcijski postupak temelji se na apsorpciji viših ugljikovodika, najčešće u plinskom ulju (naftna frakcija s vrelištem 200 do 360 °C) pri niskim temperaturama, te na njihovu postupnom odvajanju zagrijavanjem i destilacijom. Prvo se izdvaja neapsorbirani metan, a blagim zagrijavanjem i etan. Postupnim zagrijavanjem apsorpcijskog ulja ili destilacijom vodenom parom (stripiranje) odvajaju se ostali sastojci, koji se zatim u potpunosti razdvajaju u destilacijskim kolonama. Tako se zasebno dobivaju propan, butan i viši ugljikovodici (laki benzin), a plinsko se ulje vraća u apsorpcijsku kolonu.
Ekspanzijski postupak temelji se na izdvajanju viših ugljikovodika hlađenjem adijabatskom ekspanzijom. Plin se tlači na približno 40 bara, zatim se hladi, najčešće preko izmjenjivača topline s ukapljenim propanom (pri –40 °C) i ekspandira na približno 10 bara, pri čem se ohladi na temperaturu od približno –100 °C i ukapljuje. Metan se odvaja (demetanizacija), a ukapljeni se sastojci, uz postupno smanjenje tlaka, frakcijski razdvajaju na etan, propan, butan i višu frakciju (laki benzin).
Preradbom gazolina, posebice dobivenog od naftnoga plina, može se vrlo djelotvornim separacijskim procesima dobiti desetak praktički kemijski čistih alkana: etan, propan, n-butan, izobutan, n-pentan, izopentan, izoheksan, oktan, izooktan, cikloheksan. Ti ugljikovodici imaju različitu primjenu. Etan je sirovina za proizvodnju etilena pirolitičkom dehidrogenacijom. Smjesa propan/butan pri normalnim je uvjetima u plinovitom stanju, dok je pri povišenom tlaku kapljevina; naziva se ukapljeni naftni plin (engl. Liquified Petroleum Gas, akronim LPG) i služi kao gorivo za industriju i kućanstva, u koja se dostavlja u plinskim bocama pod tlakom od 20 do 25 bara. Viši ugljikovodici (takozvani stabilizirani gazolin) dodaju se motornim benzinima.

#### Preradba plinskoga kondenzata
Preradba plinskoga kondenzata provodi se frakcijskom destilacijom pri atmosferskom tlaku. Dobivene frakcije mogu poslužiti kao sirovine za petrokemijsku industriju ili se izdvajaju kao laki, srednji i teški benzin, petrolej, plinsko i loživo ulje, od kojih se dobivaju motorni benzin i dizelsko gorivo.
Ukapljeni prirodni plin (engl. Liquified Natural Gas, akronim LNG) naziv je za prirodni plin (praktički samo metan) u ukapljenom stanju, koji se, radi prijevoza morem na velike udaljenosti posebnim brodovima (metanijerima), pripravlja hlađenjem vrlo čistoga prirodnoga plina (bez kapljevite faze, vlage, kiselih plinova i viših ugljikovodika) na temperaturu nižu od vrelišta metana (–161,15 °C).

### Proizvodnja i potrošnja
Osim otkrića novih naftnih ležišta, sve se više otkrivaju i ležišta slobodnoga prirodnog plina. Godine 1950. dokazane su zalihe iznosile oko 8,5 ∙ 1012 m³, 1960. oko 17 ∙ 1012 m³, 1980. oko 72 ∙ 1012 m³, a do 2004. zalihe su se povećale na 179,53 ∙ 1012 m³. Najviše je plina otkriveno u Europi (zemlje bivšega Istočnoga bloka, Norveška, Nizozemska) i zemljama Bliskog istoka (Saudijska Arabija, Katar i druge). Raspoložive dokazane zalihe plina, uz današnju potrošnju, dostatne su za 61 godinu, a dokazane i vjerojatne zalihe za 108 godina. Osim toga, treba uzeti u obzir i goleme zalihe pronađene u morskim dubinama u obliku čvrstih metanskih hidrata (CH4 · 6 H2O). Njihova eksploatacija, međutim, još nije ekonomična. Do mjesta potrošnje prirodni plin prenosi se plinovodima (u plinovitom stanju) i posebno građenim brodovima za prijevoz plina u ukapljenu stanju (metanijerima). Prirodni plin koristi se prvenstveno kao ekološki najprihvatljivije gorivo te u petrokemijskoj industriji za proizvodnju umjetnih gnojiva i drugih proizvoda.

#### Prirodni plin u Hrvatskoj
Prvo nalazište prirodnoga plina u Hrvatskoj otkriveno je 1917. u Bujavici. Proizvodnja je započela 1926., a plin se koristio za proizvodnju čađe u mjesnoj tvornici te za rasvjetu željezničkih vagona i pogon automobila. Godine 1931. započelo je iskorištavanje plina i na polju Gojlo, zbog čega je 1938. u Kutini izgrađena tvornica čađe. Proizvodnja se povećala nakon otkrića ležišta na poljima Okoli (1964.), Legrad (1973.), Bokšić (1974.) i Veliki Otok (1975.), a nagli porast proizvodnje zabilježen je uz početak iskorištavanja na poljima Molve (1981.), Kalinovac (1985.) i Stari Gradac (1988.). Otkriveno je i nekoliko plinskih ležišta u sjevernom dijelu Jadranskoga mora; najveće je polje Ivana, na kojem je proizvodnja započela potkraj 1999. U Hrvatskoj je 2004. proizvedeno 2200 ∙ 106 m³ plina. Da bi se zadovoljile potrebe, prirodni plin se od 1978. uvozi iz Rusije, čime se trenutačno podmiruje oko trećina potrošnje. Kako bi se uravnotežila sezonska proizvodnja i potrošnja plina, jedno od iscrpljenih plinskih ležišta na polju Okoli pretvoreno je 1987. u podzemno skladište, u koje se skladišti višak plina proizveden u toplom godišnjem razdoblju, a crpi se tijekom zimskih mjeseci.

### Prirodni plin
U 19.stoljeću, prirodni plin obično je dobivan kao usputni proizvod kod crpljenja nafte, pošto se oslobađaju određene količine plina kada tekućina prođe redukciju tlaka na putu iz podzemnih spremnika do površine, reakcijom sličnom poput otvaranja boce gaziranog pića. U takvim slučajevima prirodni plin koji nije imao potencijalno tržište u blizini crpilišta, postaje problem pošto ga je potrebno plinovodima dopremiti do krajnjeg korisnika. U 19. i početkom 20. stoljeću, takav neisplativi plin palio se na samim crpilištima nafte. Danas se pak takav plin upumpavanjem vraća natrag u podzemni spremnik od kuda je i došao, te se njegova distribucija odlaže za buduće potencijalno tržište ili zbog reguliranja tlaka u podzemnim spremnicima ne bi li se povećalo crpljenje preostale nafte. Ovisno o potražnji za prirodnim plinom ponekad se grade plinovodi s takvih crpilišta ako se utvrdi ekonomska isplativost istih. Druga mogućnost je da se prirodni plin otpremi kao tekućina ukapljivanjem GTL (engl. gas-to-liquids) tehnologijom u sitnetički benzin, dizel ili kerozin kroz Fischer-Tropschov postupak. Takav se plin lako distribuira putem tankera i konvencionalnih plinovoda. Smatra se da GTL plin gori čišće od naftnih goriva. Većina velikih naftnih korporacija distribuira GTL goriva. Ipak većina prirodnog plina komercijalno se vadi iz polja prirodnog plina. S tvrtkom Gazprom, Rusija je najveći svjetski dobavljač prirodnog plina, a njene rezerve procjenjuju se na 4,757×1013 m³. Ukupne svjetske rezerve (u miljardama kubičnih metara) plina procjenjuju se na 175 000 (2006). Ostali veliki dobavljači su redom Iran s 26 370 (2006.), Katar s 25 790 (2006.), Saudijska Arabija sa 6 568 (2006.) te Ujedinjeni Arapski Emirati s 5 823 (2006) miljardi kubičnih metara plina. Procjenjue se da postoji oko 900 biljuna kubnih metara nekonvencionalnog plina poput plina iz škriljevca, od čega se smatra da je 180 bilijuna moguće iscrpiti. Mnoge znanstvene studije vide prirodni plin kao jedan od važnijih resursa za proizvodnju električne struje i toplana u budućnosti. Najveće svjetsko plinsko polje nalazi se u Qatarskom podmorju koje je procjenjeno na 25 bilijuna kubnih metara plina. Dovoljno da traje više od 420 godina uz optimalnu eksploataciju. Drugo najveće polje nalazi se pod Iranskim morem Perzijskog zaljeva i reda je veličine od 8 14 bilijuna kubnih metara prirodnog plina.

### Gradski plin
Gradski plin je sintetički proizvedena mješavina metana i drugih plinova, prvenstveno visokotoksičnog ugljikovog monoksida. Ta mješavina se može upotrebljavati na sličan način kao i prirodni plin, a proizvodi se kemijskim tretiranjem ugljena. Proces dobivanja umjetnog plina prvi je 1792. usavršio škotski inženjer William Murdoch. On je, naime, pročišćavao plin što se oslobađao prilikom izgaranja ugljena i vodio ga kroz cijevi kako bi mu služio za osvjetljivanje kuća. Nekoliko godina poslije toga, Murdoch je uspio istim takvim postupkom osvijetliti jednu tvornicu u Birminghamu u Engleskoj. Danas se više upotrebljava prirodni plin nego plin proizveden na umjetan način, jer su u međuvremenu otkrivena mnoga velika nalazišta zemnog plina, a i zbog toga što je upotreba plina u međuvremenu postala neusporedivo raznovrsnija nego u doba početaka proizvodnje umjetnog plina

### Bioplin
Bioplin se ubraja u takozvane alternativne ili obnovljive izvore energije i tek u posljednjem desetljeću sve više dobiva na značaju, a njegova se veća primjena očekuje u bliskoj budućnosti. U bioplinove se ubrajaju deponijski i svi plinovi koji nastaju procesima biološke razgradnje tvari životinjskog i biljnog podrijetla. Tako primjerice u postrojenjima za pročišćavanje otpadnih voda nastaje plin s oko 65% volumnog udjela metana, oko 35% ugljičnog dioksida i nešto malo (otrovnog) sumporovodika. Takav se plin u razvijenim zemljama već duže vrijeme koristi, prije svega za potrebe samih postrojenja. Deponijski plin nastaje na smetlištima, zbog čega nerijetko predstavlja opasnost za neposrednu okolicu (mogućnost eksplozije). U najvećem udjelu sastoji se od metana (oko 65%), ugljičnog dioksida (do 35%), a ostatak čine vodena para i drugi, vrlo štetni plinovi sa smetlišta. Klasični bioplin nastaje kontroliranom proizvodnjom iz otpada životinjskog i biljnog podrijetla (na primjer izmet, sijeno, lišće i drugo). Njegova je primjena vrlo česta na malim poljoprivrednim gospodarstvima bogatih i ekološki svjesnih zapadnoeuropskih zemalja.

### Kristalizirani prirodni plin - hidrati
Velike količine prirodnog plina (prvenstveno metana) postoji u formi hidrata pod sedimentom podmorskih kontinentalnih kora te na kopnu i arktičkim regijama koje su bogate permafrostom poput onih u Sibiru (za nastajanje hidrata potrebna je kombinacija visokog tlaka i niske temperature). Ipak, do danas (2011.) tehnologija još nije razvijena kako bi se prirodni plin iz hidrata odvojio i ekonomično pripremio za distribuciju. S današnjom tehnologijom, cijena vađenja prirodnog plina iz kristaliziranog prirodnog plina je otprilike 100% - 200% viša od cijene konvencionalih izvora prirodnog plina, pa čak i više na morskim nalazištima.

## Upotreba i iskorištenje prirodnog plina
Upotreba prirodnog plina je raznovrsna. Plin se upotrebljava u kućanstvu, koristi se kao sredstvo za grijanje, u industriji i drugo, ali se u zadnje vrijeme sve više javlja kao i alternativno gorivo prema nafti za pogon motornih vozila, gdje se upotrebljava u jednom od naziva CNG (engl. compressed natural gas) ili ukapljen na temperaturi od - 162°C LNG (engl. liquefied natural gas). Prednosti upotrebe prirodnog plina za pogon je u tome što motori pogonjeni prirodnim plinom ispuštaju za polovicu manje štetnih plinova od odgovarajućih dizel motora koji ispunjavaju normu Euro 2. Osim toga, prednost mu se očituje i u činjenici nepostojanja krutih čestica u ispušnoj cijevi, buka je neusporedivo manja kao i niža cijena u odnosu na dizel ili benzin. Prirodni plin je značajan i u pogledu da su autonomija kretanja i nosivost bitno veći nego kod ostalih alternativnih goriva. Budući da CNG ima visoku oktansku vrijednost (120), upotrebljava se kod motora s Ottovim postupkom sagorijevanja, a što ima nešto lošije iskorištenje u odnosu na dizel, ali kako se koristi u režimu siromašne smjese razlike nisu velike. Danas u svijetu postoji više od milijun komercijalnih vozila koja su bivalentna, odnosno koja osim plina mogu koristiti i benzin, ali vozila pogonjena samo plinom imaju bolju iskoristivost. Jedno od najpoznatijih je Sprinter NTG (Natural Gas Technology), koji je opremljen posebnim sustavom za takozvano sekvencijalno ubrizgavanje plina koje dodatno smanjuje buku i količinu štetnih ispušnih plinova kod motora pogonjenih plinom.

## Utjecaji na okoliš

### Emisija CO2
Prirodni je plin često opisan kao najčišće fosilno gorivo jer njegovim sagorijevanjem, po džulu energije, nastaje manje ugljičnog dioksida nego sagorijevanjem nafte ili ugljena. Također nastaje puno manje ostalih zagađivača okoliša. Unatoč tome, u apsolutnim izrazima, on bitno pridonosi povećanju globalne emisije ugljičnog dioksida te se pretpostavlja da će njegov udio i rasti. Prema četvrtom izvješću IPCC-a (IPCC Fourth Assessment report), godine 2004., izgaranjem prirodnog plina nastalo je 5,3 milijarde tona ugljičnog dioksida, dok ga je izgaranjem ugljena i nafte nastalo 10,6, odnosno 10,2 milijarde tona. Prema novoj verziji izvješća o razvoju emisija plinova SRES B2 bi pak, do godine 2030., prirodni plin bio uzrokom nastanka 11 milijardi tona ugljičnog dioksida godišnje jer se potražnja za tim energentom povećava za oko 1,9 % godišnje. Izgaranjem ugljena i nafte nastalo bi pak 8,4, odnosno 17,2 milijarde tona ugljičnog dioksida (ukupna emisija ugljičnog dioksida godine 2004. procijenjena je na 27 200 milijuna tona).
Uz to je prirodni plin sam po sebi staklenički plin, te kada je ispušten u atmosferu djeluje jače na efekt staklenika od samog ugljičnog dioksida, ali se on u atmosferu ispušta u znatno manjim količinama. Metan, doduše, oksidira u atmosferi i u njoj ostaje otprilike 12 godina, a u usporedbi s njim ugljični dioksid, koji je sam po sebi već oksidiran, ima efekt 100 do 500 godina. Prirodni plin se uglavnom sastoji od metana, čiji je utjecaj na zračenje 20 puta veći od utjecaja ugljičnog dioksida. Zbog takvih svojstava jedna tona metana u atmosferi uhvati jednaku količinu zračenja kao i 20 tona ugljičnog dioksida, ali se zadržava u atmosferi 8 - 40 puta kraće. Unatoč tome, ugljični dioksid privlači puno više pozornosti nego bilo koji drugi staklenički plin jer se u atmosferu ispušta u puno većim količinama. Ipak, neizbježno je istjecanje dijela prirodnog plina u atmosferu tamo gdje se koristi u velikoj mjeri. Metan koji je nastao sagorijevanjem ugljena i koji nije pohranjen modernim načinima u posebnim spremnicima za spremanje metana jednostavno odlazi u atmosferu. No, unatoč tome, uzrok većine metana u atmosferi su životinje i bakterije, a ne curenja plina koja je izazvao čovjek. Trenutačna procjena EPA-e smješta globalnu emisiju metana na razinu od 90 milijardi kubičnih metara godišnje, što je 3,2 % svjetske proizvodnje. Izravne emisije metana predstavljaju 14,3 % svih svjetskih emisija antropogenih stakleničkih plinova godine 2004.

### Ostali zagađivači
Sagorijevanjem prirodnog plina nastaju puno manje količine sumporovog dioksida i dušikovih oksida nego sagorijevanjem bilo kojeg drugog fosilnog goriva. Sagorijevanjem prirodnog plina nastaje 117 000 ppm (eng. kratica za "čestica po milijunu") ugljičnog dioksida, dok sagorijevanjem ugljena nastaje 208 000 ppm ugljičnog dioksida. Nadalje, sagorijevanjem prirodnog plina nastaje 40 ppm ugljičnog monoksida, naspram 208 ppm sagorijevanjem ugljena. Dušikovih oksida nastaje 92 ppm u usporedbi s 457 ppm koliko ih nastaje sagorijevanjem ugljena. Sumpornog dioksida nastaje 1 ppm naspram 2 591 ppm koji nastaju sagorijevanjem ugljena. Sagorijevanjem prirodnog plina ne nastaje živa, dok je sagorijevanjem ugljena nastaje 0,016 ppm. Čestice, sitni komadići u krutom ili tekućem agregatnom stanju su također veliki doprinos globalnom zatopljenju. Omjer njihova nastanka kod prirodnog plina i ugljena je 7 ppm naspram 2 744 ppm.

## Spremanje i transport
Zbog njegove male gustoće, prirodni plin nije lagano spremati ni transportirati. Plinovodi su nepraktični za prijenos preko oceana. Mnogi postojeći plinovodi u Sjevernoj Americi su pri rubu svoga kapaciteta, te su nagnali mnoge političare sjevernih država SAD-a da progovore o mogućim nedostacima. Kada se pak govori o Europi, na njenom zapadu su plinovodi poprilično gusti. Novi plinovodi se planiraju ili su već u procesu izgradnje u Istočnoj Europi i među nalazištima plinova u Rusiji, Bliskom Istoku, Sjevernoj Africi i Zapadnoj Europi.
Nosači, odnosno tankeri LNG-a, prenose ukapljeni prirodni plin (LNG) preko oceana, dok cisterne mogu prenositi ukapljeni, ali i komprimirani prirodni plin (CNG) na manje udaljenosti. U razvoju je transport plina preko mora tankerima koji bi prevozili komprimirani prirodni plin. U nekim uvjetima, takav bi transport mogao konkurirati prijevozu ukapljenog plina.

### Općenito o sabiranju i pripremi prirodnog plina
Osnovna je svrha sustava za sabiranje i pripremu prirodnog plina za transport do potrošačkih središta da se fluid sakupi sa svih proizvodnih bušotina u centralnu plinsku stanicu za promatrano eksploatacijsko područje i da se zatim pročisti i pripremi za potrošnju. To obično uključuje uklanjanje kapljevite faze (vode i plinskog kondezata), grubo izdvajanje viših ugljikovodika i sušenje plina. Kada prirodni plin sadrži veće količine kiselih komponenata (ugljik-dioksid, sumporovodik), one se moraju ukloniti posebnim postupcima. To vrijedi i za uklanjanje drugih štetnih primjesa( npr. žive), ako se takve nalaze u prirodnom plinu.
Sustav za sabiranje i pripremu prirodnog plina može imati i uređaj za komprimiranje plina. Taj je uređaj potreban ako je tlak bušotine manji od transportnog tlaka (0.5 MPa). To se događa u fazi eksploatacije bušotine kad je smanjena energija
fluida u nalazištu.

### Sabiranje prirodnog plina
Postupak sabiranja prirodnog plina od ušća bušotine ovisi o količine vode (kondenzirane ili slobodne ležišne vode) koja će se uz plin naći u cjevovodu. Udio je vode vrlo važan jer plinoviti ugljikovodici, ugljik-dioksid i sumporovodik pri određenoj temperaturi i tlaku stvaraju hidrate. To su nestabilne kristalne tvorevine u kojima je uz molekule ugljikovodika vezano više molekula vode (npr. CH4*H2O). Uvjeti za stvaranje hidrata pojedinih ugljikovodika i kiselih primjesa prirodnog plina prikazani su na slici 1.
Područje ispod pojedinih krivulja predstavlja područje tlakova i temperatura u kojem su hidrati stabilni. To znači da se hidrati stvaraju pri relativno niskim temperaturama i uz sniženje tlaka. Hidrati su čvrste tvari, pa je njihovo nagomilavanje u cjevovodima nepoželjno i štetno. Oni mogu, kad su temperature vrlo niske, smanjiti propusnost transportnih cjevovoda, pa i potpuno onemogućiti protok plina.
Kad se ležište prirodnog plina eksploatira volumetrijski, a to je moguće kad ispod akumulacije plina nema akumulirane vode, ukupan se fluid iz svake bušotine transportira jednim cjevovodom do centralne plinske stanice. Tada se u cjevovodu pojavljuje samo voda od kondenzirane vodene pare iz plina, zbog sniženja tlaka i temperature plina od ležišta do kraja sabirnog sustava. Vodena para kondenzira kad su dostignuti tlak i temperatura rosišta, koji su ovisni o koncentraciji vodene pare u prirodnom plinu (Slika 2.). Ako su na kraju sabirnog sustava tlak i temperatura toliko niski da omogućuju stvaranje hidrata, u struju bušotinskog fluida injektiraju se inhibitori koji sprečavaju stvaranje hidrata snižavajući temperaturu njihova stvaranja. Kao inhibitori najčešće se upotrebljavaju dietilen-glikol i metanol.
Kad se sabire prirodni plin iz ležišta s vodonapornim režimom, očekuje se znatna količina slobodne ležišne vode u plinu. Tada je potrebno uz svaku bušotinu postaviti separator slobodne vode. Nakon odvajanja vode, plin se transportira cjevovodom od svake bušotine do centralne plinske stanice uz dodatak inhibitora, ako je potrebno, protiv stvaranja hidrata. Odvojena ležišna voda prikuplja se sa svih bušotina, pa se ili utiskuje u naftna ležišta za podržavanje ležišnog tlaka ili se deponira u istražne bušotine koje su neprikladne za eksploataciju.

### Separacija kapljevite faze
Na ulazu u centralnu plinsku stanicu plin iz bušotina prihvaća ulazni razdjelnik u kojem se smanjuje tlak plina. Nakon toga se fluid odvodi u separatore za razdvajanje plina od vode, koja je nastala kondenzacijom vodene pare iz plina, i plinsko kondenzata, tj. od ugljikovodika koji su pri tom tlaku i temperaturi u kapljevitoj fazi. Razdvajanje se najprije provodi u separatorima bez hlađenja (gravitacijski i ciklonski separatori). Postoje dvofazni separatori u kojima se odvaja plin od ukupne kapljevite faze ( voda i plinski kondenzat) i trofazni separatori u kojima se uz plin odvajaju posebno voda i posebno plinski kondenzat.
Nakon toga
plin ulazi u postrojenje za odvajanje viših ugljikovodika. U njemu se smanjuje tlak plina propuštanjem kroz redukcijski ventil, pa plin ekspandira i hladi se. Sam proces ovisi o sastavu plina. Suhi se plin najprije pregrijava, da bi nakon ekspanzije i hlađenja njegova temperatura bila još uvijek viša od temperature stvaranja hidrata. Pri separaciji mokrog plina mora se zbog velikog udjela viših ugljikovodika postići ekspanzijom što niža temperatura. Istodobno mora se međutim spriječiti stvaranje hidrata, što se postiže injektiranjem inhibitora.
Za niskotemperaturnu separaciju može se primijeniti i turboekspanzijski proces. Tada plin ekspandira prolazeći kroz turbinu uz proizvodnju mehaničke energije. Tada se uz jednake tlakove postižu niže temperature, a dobiva se i mehanička energija koja se može iskoristiti za pogon kompresora, pumpa ili električnih generatora.

### Sušenje prirodnog plina
Odvajanje vodene pare (vlage) iz prirodnog plina potrebno je da bi se spriječila njena kondenzacija i akumuliranje u plinovodima zbog sniženja tlaka i temperature. Da bi se naime snizila temperatura rosišta, potrebno je smanjiti koncentraciju vodene pare u plinu (Slika 2.). Voda je u plinovodima nepoželjna jer smanjuje transportni kapacitet i povećava mogućnost korozije jer se sa sniženjem temperature povećava mogućnost stvaranja hidrata i njihova sakupljanja, što može uzrokovati i prekid protoka plina. Zbog toga se prirodni plin u centralnoj plinskoj stanici suši toliko da za naše klimatske prilike rosište ne bude više od – 15 °C. Za područja s hladnijom klimom rosište mora biti i niže.
Najčešće se vlaga iz plina uklanja apsorpcijom, a kao apsorbent upotrebljava se trietilen-glikol. Apsorpcijsko se postrojenje sastoji od apsorpcijske kolone, u kojoj se vlaga iz plina otklanja protustrujnom cirkulacijom koncentriranog trietilen-glikola, i regeneratora, u kojem se glikol pri temperaturi višoj od 200 °C oslobađa voda, pa se može ponovno upotrijebiti kao apsorbent.

### Čišćenje prirodnog plina od štetnih primjesa
Kao što je već spomenuto, prirodni plin može sadržavati i štetne primjese od kojih su najvažnije ugljik-dioksid i sumporovodik. Dopušteni sadržaj tih štetnih primjesa ovisi o namjeni plina.
Za čišćenje prirodnog plina od ugljik-dioksida i sumporovodika razvijeno je mnogo postupaka. To mogu biti kemijski procesi ( apsorpcija kiselih komponenata u otopini), fizikalni procesi (otapanje kiselih komponenata u prikladnom otapalu), fizikalno-kemijski procesi ( kombinacija apsorpcije i otapanja) i suhi procesi (adsorpcija kiselih plinova na adsorbentima). Kad je udio sumporovodika visok, primjenjuje se postupak kojim se dobiva sumpor.

### Izdvajanje viših ugljikovodika iz prirodnog plina
Iz pročišćenog prirodnog plina koji sadrži veće količine viših ugljikovodika (mokri plin) često se oni izdvajaju u industrijskom mjerilu kao gorivo i petrokemijske sirovine. To su u prvom redu etan, zatim propan, n-butan i izobutan te smjesa preostalih težih ugljikovodika. U toj smjesi komponente sadrže do približno 10 ugljikovih atoma u molekuli. Ta se smjesa ugljikovodika naziva gazolinom i služi kao sirovina za proizvodnju lakših derivata nafte.
Za izdvajanje težih ugljikovodika iz prirodnog plina u upotrebi su najčešće tri postupka: apsorpcijski, rashladni i ekspanzijski.
Apsorpcijski se postupak temelji na apsorpciji sastojaka prirodnog plina u plinskom ulju (frakcija nafte s vrelištem od 220 do 360 °C) i njihovoj kasnijoj postupnoj desorpciji i razdvajanju zagrijavanjem zasićenog ulja. Postrojenja za provedbu takvog procesa nazivaju se degazoližanama. Danas kod nas postoje dva takva postrojenja: u Ivanić-Gradu( INA-Naftaplin) i u Blemiru kod Zrenjanina(Naftagas).
U takvom postrojenju, nakon što je uklonjena vlaga iz plina, plin ulazi u donji dio kolone za apsorpciju i na svom se putu kroz kolonu apsorbira u lakom plinskom ulju koje struji u suprotnome smjeru. Metan se najslabije apsorbira i dobrim se dijelom odvodi s vrha kolone. Ulje zasićeno ostalim ugljikovodicima u drugoj se koloni zagrijavanjem oslobađa etan i preostali metan, koji se pridružuju metanu iz apsorpcijske kolone. Ulje se regenerira najprije indirektnim zagrijavanjem, a zatim neposredno vodenom parom, a oslobođeni se sastojci razdvajaju u posebnim kolonama na propansku i butansku frakciju i na gazolin. Cijeli je postupak mnogo djelotvorniji ako se provodi pri niskim temperaturama. Uobičajena je radna temperatura od -25 °C. Pri radnim temperaturama nižim od –40 °C može se iz prirodnog plina izdvojiti do 65% etana i čak 98% ugljikovodika viših od etana.
U rashladnom postupku primjenjuje se kaskadno hlađenje. Prirodni plin postupno se hladi, pa se djelomičnom kondenzacijom izdvajaju pojedini ugljikovodici. Najprije se ukapljuje sastojak najvišeg vrelišta, a zatim pri sve nižoj temperaturi i ostali sastojci. Za hlađenje se upotrebljavaju kompresijski rashladni strojevi, pa se hlađenjem u dva stupnja postižu temperature od -70 do -100 °C uz tlak plina od 2,8 do 3,5 Mpa.
Iz izdvojenog kondenzata najprije se zagrijavanjem u koloni istjeruje metan, a zatim se kondenzat podvrgava frakcioniranju. U postrojenju s tri kolone na vrhu prve kolone izdvaja se etan, na vrhu druge kolone propan, a na vrhu treće kolone smjesa butana. Kapljeviti se ostatak iz svih triju kolona udružuje i to je gazolin. Kaskadnim rashladnim postupkom izdvaja se oko 90% butana i viših ugljikovodika, oko 80% propana i oko 70% etana.
Ekspanzijski postupak sličan je kaskadnom rashladnom postupku, ali se toplina ne odvodi rashladnim strojevima, već se sniženje temperature ostvaruje ekspanzijom plina. To se može ostvariti pomoću prigušnih ventila ili ekspanzijom plina u plinskoj turbini koja je izravno povezana s kompresorom, da bi se iskoristila proizvedena mehanička energija. Postižu se temperature od -70 °C do -150 °C. Ostali dio uređaja jednak je onome za kaskadni rashladni postupak. Ekspanzijskim postupkom izdvaja se oko 70% etana i 98 % ostalih viših ugljikovodika. Takvo postrojenje postoji od 1981. U Ivanić-Gradu.

### Transport prirodnog plina
Prirodni se plin transportira u plinovitom stanju kopnom i po morskom dnu plinovodima, dok se u udaljene prekomorske zemlje transportira specijalnim brodovima (metajnerima) u ukapljenom stanju.

### Transport plinovodima
Prema transportnoj udaljenosti plinovodi se mogu rasvrstati u tri kategorije: u tranzitne, magistralne i distribucijske plinovode. 
Tranzitnim plinovodima transportiraju se velike količine prirodnog plina iz jedne zemlje u drugu prelazeći i preko teritorija jedne ili više zemalja. Takvi plinovodi najčešće prenose plin pod tlakom od 7 do 10 MPa, a grade se od čeličnih cijevi promjera do 1500 mm, a dugi su i više tisuća kilometara.
Magistralni plinovodi služe za transport plina unutar granica zemlje ili užeg područja, najčešće od mjesta proizvodnje ili od mjesta uvoza do potrošačkih središta ili velikih industrijskih potrošača. Rade s tlakom manjim od 7 MPa, a promjer im najčešće nije veći od 1000 mm. Slika 3. Prikazuje plinsku mrežu u Europi, a Slika 4. Plinsku mrežu u Hrvatskoj.
Distribucijskim se plinovodima dovodi plin od mjesta preuzimanja na magistralnom plinovodu do mjesta predaje potrošačima. Glavni dijelovi distribucijske mreže rade s tlakom manjim od 0,8 MPa, a razdjelna distribucijska mreža za dovod do stambenih zgrada s tlakom manjim od 3 kPa. Promjeri distribucijskih plinovoda iznose od 50 do 600 mm.
Kad se plin transportira na velike daljine, najčešće se radi i o velikim količinama plina. Zbog tehničkih i ekonomskih ograničenja ne upotrebljavaju se cijevi promjera većeg od 1440 mm, a ni tlakovi veći od 7 MPa, rjeđe do 10 MPa. U takvim su
cjevovodima otpori strujanju toliki da uzrokuju velik gubitak tlaka, pa tlak već nakon 100 do 150 km padne na vrijednost koja onemogućuje ekonomičan transport plina. Zbog toga se u plinovode ugrađuju kompresorske stanice kojima se tlak plina povećava na početnu vrijednost. Smatra se da optimalan omjer početnog i krajnjeg tlaka između dvije kompresijske stanice treba da iznosi oko 1,45. U praksi taj omjer iznosi 1,33 do 1,60, a katkada i 1,70.
Osim kompresorskih stanica u plinovode se ugrađuju i uređaji potrebni za normalno funkcioniranje plinovoda. To su automatski zaporni uređaji, stanice za ispuhivanje i rasterećenje plinovoda, stanice za uvođenje i vađenje pročistača plinovoda i
redukcijsko-mjerne stanice.
Automatski zaporni uređaji ugrađuju se svakih 10 do 20 km. Oni djeluju kad se snizi tlak plina u cjevovodu, što je indikacija oštećenja cjevovoda. Stanice za ispuhivanje i rasterećivanje plinovoda ugrađuju se obično zajedno sa stanicama za čišćenje cjevovoda, a služe za pražnjenje plinovoda ispuhivanjem u atmosferu. To se primjenjuje samo u slučaju opasnosti. Takve se stanice ugrađuju na početku i na kraju plinovoda te ispred i iza kompresorskih stanica. Redukcijsko-mjerne stanice ugrađuju se na mjestima predaje plina drugoj radnoj organizaciji. U takvoj se stanici smanjuje tlak i mjeri predana količina plina.

### Prekomorski transport prirodnog plina
Prvi prekomorski transport prirodnog plina ostvaren je 1959. godine specijalnim brodom (metajnerom) nosivosti 2000 t iz SAD u Veliku Britaniju. Godine 1964. započinje transport ukapljenog plina iz Alžira u Veliku Britaniju. Danas postoji oko 50 metajnera nosivosti 15 000 do 56 000 t ukapljenog plina.
Udio metana u ukapljenom prirodnom plinu iznosi gotovo 99%. Gustoća je ukapljenog plina 430 kg/m3 , a ogrjevna moć 49,1 MJ/kg. Kubični metar ukapljenog plina sadrži 599,72 m3 prirodnog plina u standarnim uvjetima.
Da bi bio moguć prekomorski transport, potrebno je ukapljiti prirodni plin i raspolagati posebno građenim brodovljem za prijevoz ukapljenog prirodnog plina.
Budući da se prirodni plin ukapljuje pri vrlo niskim temperaturama (nižim od -161,15 °C), potrebno je iz plina ukloniti sve nepoželjne sastojke. Plin namijenjen ukapljivanju mora sadržavati manje od 1 ppm vode, manje od 150 ppm ugljik-dioksida i manje od 3 ppm sumporovodika. Razvijena su dva postupka za snižavanje temperature: ekspanzijski postupak i kaskadno hlađenje.
U ekspanzijskom postupku stlačeni se plin ( oko 10 MPa) rashlađuje pomoću rashladnog medija koji je najčešće metan vrlo niske temperature doveden iz procesa ukapljivanja. To se ponavlja u nekoliko ciklusa da bi na kraju već duboko rashlađeni plin ekspandirao u turbini i tako se ohladio na još nižu temperaturu. Snaga koju proizvodi turbina upotrebljava se za pogon kompresora.
Za kaskadno hlađenje upotrebljava se više rashladnih medija, a to su mediji dobiveni u postupku ukapljivanja. Tako se najprije uz pomoć vode kondenzira propan pomoću kojeg se temperatura prirodnog plina snizuje na -36 °C. Na toj se temperaturi kondenzira etan i on rashlađuje metan koji služi kao treći rashladni medij. U seriji izmjenjivača topline metan-prirodni plin snizuje se temperatura prirodnog plina do -95°C, a zatim se ekspanzijom od 10 MPa na 0,4 MPa postiže temperatura od -139 °C. Konačno, nakon druge ekspanzije od 0,4 MPa na atmosferski tlak, postiže se temperatura od -161,15 °C. Ukapljeni plin odvodi se u toplinske izolirane rezervoare. Budući da rezervoari nisu potpuno izolirani, plin stalno isparaju. Taj se plin iskorištava za hlađenje i za pogon strojeva potrebnih pri ukapljivanju.
Brodovi za transport ukapljenog plina znatno se razlikuju od konvencionalnih brodova za prijevoz kapljevitih tereta ( veoma niske temperaature, mala gustoća, mala viskoznost te zapaljivost i eksplozivnost tereta). Poseban su problem rezervoari za ukapljeni plin jer obični čelik već pri temperaturi od -50 °C postaje krhak, pa je potrebno dodati upotrijebiti druge materijale (aluminij, neke slitine aluminija, čelik sa 7% 
nikla). Zbog velikih dilatacija rezervoara i svih metalnih dijelova koji dolaze u dodir s ukapljenim plinom, rezervoari se izvode odvojeno od konstrukcije broda, pa se njihove deformacije ne prenose na brod. Budući da su rezervoari dobro toplinski izolirani, oni su praktički zaštićeni od udaraca i oštećenja.
Terminali za prihvat ukapljenog prirodnog plina sastoje se od brodskog veza s priključnim cjevovodom za istovar ukapljenog plina, rezervoara za njegovo skladištenje, pumpa za povišenje tlaka prije uplinjavanja, izmjenjivača toline za zagrijavanje ukapljenog plina prije uplinjavanja, pumpa za cirkulaciju medija za grijanje i kotlovnice za zagrijavanje toga medija.
Ukapljeni plin crpi se pumpama koje ga tlače u isparivače gdje se zagrijava i prelazi u pregrijano plinovito stanje pri temperaturi od 0 do 15°C. Pritom tlak poraste na oko 3 MPa, pa se plin može dalje transportirati plinovodom. Za isplinjavanje ukapljenog prirodnog plina potrebna je energija. Da bi se naime dobio m3 plina iz kapljevitog stanja, pri 15°C i 7,0 MPa, potrebna je energija od 1,015 MJ.

## Vanjske poveznice
|  | Zajednički poslužitelj ima još gradiva o temi Prirodni plin |

- Gradski plin Hrvatska tehnička enciklopedija, portal hrvatske tehničke baštine. LZMK

- Prirodni plin Hrvatska tehnička enciklopedija, portal hrvatske tehničke baštine. LZMK